# Cryptex

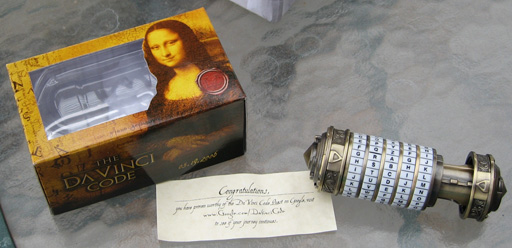
Cryptex-speeltje als merchandise

Cryptex is een neologisme, bedacht door Dan Brown en geïntroduceerd in zijn boek De Da Vinci Code. Het is een samentrekking van de woorden cryptografie en codex.

## Fictie
In het boek is een cryptex een draagbaar apparaat dat gebruikt kan worden om een geheime boodschap in te stoppen, die alleen gelezen kan worden door degene die de code kent om de cryptex te openen. De cryptex bestaat uit een holle cilinder met daarin een rol papyrus. Aan de buitenkant zitten vijf draaibare messing ringen met letters. Alleen met de goede lettercombinatie kan de cilinder geopend worden. In de cryptex bevindt zich ook een glazen ampul met azijn, die in het geval van openbreken van de cryptex zou breken, en daardoor – nog steeds volgens het boek – de papyrus zou oplossen en aldus de boodschap vernietigen. De cryptex zou zijn uitgevonden door Leonardo da Vinci.

## Realiteit
De effectiviteit van een cryptex zoals beschreven in de Da Vinci Code is op zijn minst twijfelachtig.
Ten eerste is het maar zeer de vraag of azijn daadwerkelijk papyrus zou oplossen, en al helemaal of dat snel genoeg zou gebeuren om te voorkomen dat de azijn van de papyrus afgewist zou worden voordat de papyrus geheel tot pulp verworden is. Wel is het mogelijk om een speciaal soort papier te fabriceren dat in azijn onmiddellijk zou oplossen.
Ten tweede zou met moderne technieken zoals ultrageluid en röntgenstraling het binnenste van de cryptex zichtbaar gemaakt kunnen worden, waarna te zien is in welke stand de ringen gedraaid moeten worden om de cryptex te openen.
En ten derde zou, als men de  bovenstaande technieken niet ter beschikking heeft, het voldoende zijn om de cryptex gedurende langere tijd af te koelen tot onder het vriespunt van azijnzuur (16,6°C), waardoor deze bevriest en de cryptex met geweld open gemaakt kan worden zonder dat de azijn de papyrus kan oplossen. Op deze oplossing komen de hoofdpersonen in het verhaal echter niet.

## Trivia over het woord cryptex
- CRYPTEX is een hardware-encryptiepakket om harde schijven te beveiligen uit 1977.
- In 1971 heeft het bedrijf Marconi Mobile een toestel genaamd cryptex gemaakt, dat de output van een vocoder versleutelt.
- Het Zeitschrift für Stomatologie (1931) vermeldt het gebruik van cryptex als een tandvulling terwijl de Revue odontologique (1929) cryptex verkiest boven amalgaam omdat het niet van vorm verandert.
- In de televisieprogramma's De Pelgrimscode en Hunted werd een cryptex gebruikt.
- In 2021 werd een cryptex gebruikt in de Q-escape room van Qmusic als onderdeel van de puzzels en raadsels die opgelost moeten worden om de muzikale code te kraken en te ontsnappen.